# Acuerdos entre el Estado español y la Santa Sede de 1979

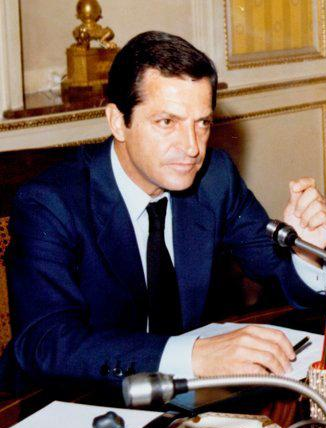
Adolfo Suárez, presidente del Gobierno español durante las negociaciones y la firma de los Acuerdos

Los Acuerdos entre el Estado español y la Santa Sede de 1979 son cuatro acuerdos firmados por el Gobierno de España y la Santa Sede el 3 de enero de 1979 mediante los que se reformó el Concordato de 1953 —firmado por el Gobierno franquista bajo los principios del nacionalcatolicismo—, para adecuarlo a la proclamación de la aconfesionalidad del Estado por la Constitución española de 1978.
Los acuerdos estuvieron precedidos por otro firmado el 28 de julio de 1976, por el que se adjudicaba al rey Juan Carlos I el nombramiento del vicario general castrense con la graduación de general de división.

## Historia
Los acuerdos fueron negociados en secreto por el entonces ministro de Asuntos Exteriores del gobierno de Adolfo Suárez, el católico propagandista Marcelino Oreja, y el secretario de Estado de la Santa Sede, cardenal Jean-Marie Villot. Las negociaciones comenzaron antes de que se aprobara la nueva Constitución democrática e incluso de que se acordara la redacción del artículo 16 en el que finalmente se garantizó la «libertad religiosa y de culto» y se estableció en el apartado 3:

Ninguna confesión religiosa tendrá carácter estatal. Los poderes públicos tendrán en cuenta las creencias religiosas de la sociedad española y mantendrán las consiguientes relaciones de cooperación con la Iglesia Católica y las demás confesiones.

Y en el artículo 27.3. se estableció:

Los poderes públicos garantizan el derecho que asiste a los padres para que sus hijos reciban formación religiosa y moral que esté de acuerdo con sus propias convicciones.

Los acuerdos fueron firmados en la Ciudad del Vaticano el 3 de enero de 1979, sólo cinco días después de que entrara en vigor la nueva Constitución al ser publicada en el BOE el 29 de diciembre de 1978.

## Contenido

### Acuerdo entre el Estado español y la Santa Sede sobre Asuntos Jurídicos
Tras recordar el Acuerdo firmado el 28 de julio de 1976, en el Artículo I se «reconoce a la Iglesia Católica el derecho de ejercer su misión apostólica» y se «garantiza el libre y público ejercicio de las actividades que le son propias y en especial las de culto, jurisdicción y magisterio». Asimismo se reconoce la «personalidad civil» de las «Diócesis, Parroquias y otras circunscripciones territoriales», de la «Conferencia Episcopal Española», «de las Órdenes, Congregaciones religiosas y otros Institutos de vida consagrada y sus Provincias y sus Casas, y de las Asociaciones y otras Entidades y Fundaciones religiosas que gocen de ella». Y a continuación se garantiza la «inviolabilidad» de los «lugares de culto» —que «no podrán ser demolidos sin ser previamente privados de su carácter sagrado» y «en caso de su expropiación forzosa será antes oída la Autoridad Eclesiástica competente»— y de «los archivos, registros y demás documentos pertenecientes a la Conferencia Episcopal Española, a las Curias Episcopales, a las Curias de 1os Superiores Mayores de las Órdenes y Congregaciones religiosas, a las Parroquias y a otras Instituciones y Entidades eclesiásticas».
En el artículo III, se establece el reconocimiento por el Estado «como días festivos [de] todos los domingos» y que «de común acuerdo se determinará qué otras festividades religiosas son reconocidas como días festivos», y en el Artículo IV «el ejercicio del derecho a la asistencia religiosa de los ciudadanos internados en establecimientos penitenciarios, hospitales, sanatorios, orfanatos y centros similares, tanto privados como públicos».
En el artículo VI se establece el reconocimiento por el Estado de los «efectos civiles al matrimonio celebrado según las normas del Derecho Canónico» desde el momento de su celebración. Así para la inscripción «en el Registro Civil», bastará «con la simple presentación de certificación eclesiástica de la existencia del matrimonio». A continuación se reconoce la validez civil de las declaraciones de nulidad del matrimonio realizadas por los Tribunales Eclesiásticos, «a solicitud de cualquiera de las Partes» y «si se declaran ajustadas al Derecho del Estado en resolución dictada por el Tribunal Civil competente». Se añade a continuación que «la Santa Sede reafirma el valor permanente de su doctrina sobre el matrimonio y recuerda a quienes celebren matrimonio canónico la obligación grave que asumen de atenerse a las normas canónicas que lo regulan y, en especial, a respetar sus propiedades esenciales». En el Protocolo final se especifica:

Inmediatamente de celebrado el matrimonio canónico, el Sacerdote ante el cual se celebró entregará a los esposos la certificación eclesiástica con los datos exigidos para su inscripción en el Registro Civil. Y, en todo caso, el Párroco en cuyo territorio parroquial se celebró el matrimonio, en el plazo de cinco días, transmitirá al encargado del Registro Civil que corresponda el Acta del matrimonio canónico para su oportuna inscripción, en el supuesto de que ésta no se haya efectuado ya a instancia de las partes interesadas.
 Corresponde al Estado regular la protección de los derechos que, en tanto el matrimonio no sea inscrito, se adquieran de buena fe por terceras personas.

### Acuerdo entre el Estado español y la Santa Sede sobre Enseñanza y Asuntos Culturales
En preámbulo del Acuerdo, después de hacer referencia a la «importancia fundamental» que las dos partes conceden a «los temas relacionados con la enseñanza», se afirma que «el Estado reconoce el derecho fundamental a la educación religiosa» mientras que «la Iglesia debe coordinar su misión educativa con los principios de libertad civil en materia religiosa y con los derechos de las familias y de todos los alumnos y maestros, evitando cualquier discriminación o situación privilegiada», compromiso que se extiende a los «llamados medios de comunicación social» sometidos a «los mismos principios de libertad religiosa e igualdad sin privilegios, que Iglesia y Estado profesan en materia de enseñanza». Por último se hace referencia en el preámbulo al «patrimonio histórico, artístico y documental de la Iglesia [que] sigue siendo parte importantísima del acervo cultural de la Nación; por lo que la puesta de tal Patrimonio al servicio y goce de la sociedad entera, su conservación y su incremento, justifican la colaboración de Iglesia y Estado».
En el artículo I se establece lo siguiente:

A la luz del principio de libertad religiosa, la acción educativa respetará el derecho fundamental de los padres sobre la educación moral y religiosa de sus hijos en el ámbito escolar.
 En todo caso, la educación que se imparta en los centros docentes públicos será respetuosa con los valores de la ética cristiana.

En los Artículos II y III se regula la asignatura de religión en los niveles educativos no universitarios, en el VI a quién corresponde determinar sus contenidos y en el VII el régimen económico del profesorado de la asignatura que no sea funcionario docente:

Artículo II. 
Los planes educativos en los niveles de Educación Preescolar, de Educación General Básica (EGB) y de Bachillerato Unificado Polivalente (BUP) y Grados de Formación Profesional correspondientes a los alumnos de las mismas edades, incluirán la enseñanza de la religión católica en todos los Centros de Educación, en condiciones equiparables a las demás disciplinas fundamentales.

Por respeto a la libertad de conciencia, dicha enseñanza no tendrá carácter obligatorio para los alumnos. Se garantiza, sin embargo, el derecho a recibirla.[...]

Artículo III

En los niveles educativos a los que se refiere el artículo anterior, la enseñanza religiosa será impartida por las personas que, para cada año escolar, sean designadas por la autoridad académica entre aquellas que el Ordinario diocesano proponga para ejercer esta enseñanza. Con antelación suficiente el Ordinario diocesano comunicará los nombres de los profesores y personas que sean consideradas competentes para dicha enseñanza.
 En los centros públicos de Educación Preescolar y de EGΒ, la designación, en la forma antes señalada, recaerá, con preferencia en los profesores de EGΒ que así lo soliciten.
Nadie estará obligado a impartir enseñanza religiosa.
Los profesores de religión formarán parte, a todos los efectos, del Claustro de Profesores de los respectivos centros.

[...] Artículo VI 

A la Jerarquía eclesiástica corresponde señalar los contenidos de la enseñanza y formación religiosa católica, así como proponer los libros de texto y material didáctico relativos a dicha enseñanza v formación.[...]

Artículo VII 

La situación económica de los profesores de religión católica, en los distintos niveles educativos, que no pertenezcan a los Cuerpos Docentes del Estado, se concertará entre la Administración Central y la Conferencia Episcopal Española, con objeto de que sea de aplicación a partir de la entrada en vigor del presente Acuerdo.

En cuanto a los centros docentes de nivel no universitario de la Iglesia se establece que «se acomodarán a la legislación que se promulgue con carácter general, en cuanto al modo de ejercer sus actividades» (artículos IX), así como «las Universidades, Colegios Universitarios, Escuelas Universitarias y otros Centros Universitarios que se establezcan por la Iglesia Católica» (artículo X). «Los alumnos de estas Universidades gozarán de los mismos beneficios en materia de sanidad, seguridad escolar, ayudas al estudio y a la investigación y demás modalidades de protección al estudiante, que se establezcan para los alumnos de las universidades del Estado» (artículo X.3.).
Respecto de los medios de comunicación social, el artículo XIV establece:

Salvaguardando los principios de libertad religiosa y de expresión, el Estado velará para que sean respetados en sus medios de comunicación social, los sentimientos de los católicos y establecerá los correspondientes acuerdos sobre estas materias con la Conferencia Episcopal Española

Y en cuanto al patrimonio histórico, artístico y documental, el artículo XV establece:

La Iglesia reitera su voluntad de continuar poniendo al servicio de la sociedad su patrimonio histórico, artístico y documental, y concertará con el Estado las bases para hacer efectivos el interés común y la colaboración de ambas partes con el fin de preservar, dar a conocer y catalogar este patrimonio cultural en posesión de la Iglesia, de facilitar su contemplación y estudio, de lograr su mejor conservación e impedir cualquier clase de pérdidas, en el marco del artículo 46 de la Constitución.

### Acuerdo entre el Estado español y la Santa Sede sobre asistencia religiosa a las Fuerzas Armadas y el servicio militar de clérigos y religiosos
En el artículo I se establece que «la asistencia religioso-pastoral a los miembros católicos de las Fuerzas Armadas se seguirá ejerciendo por medio del Vicariato Castrense», al frente del cual estará un «arzobispo, Vicario General, con su propia Curia» (artículo II), y cuyo nombramiento se realizará según lo establecido por el Acuerdo entre la Santa Sede y el Estado español de 28 de julio de 1976 (artículo III).
En el artículo V se regula el servicio militar de clérigos y religiosos. A los presbíteros «se les podrán encomendar funciones específicas de su ministerio, para lo cual recibirá[n] las facultades correspondientes del Vicario General Castrense» y «a los diáconos y religiosos profesos no sacerdotes, se les asignarán misiones que no sean incompatibles con su estado, de conformidad con el Derecho Canónico». Se considerará «prestación social sustitutoria» «la de quienes durante un período de tres años bajo la dependencia de la Jerarquía Eclesiástica se consagren al apostolado, como Presbíteros, Diáconos o Religiosos profesos, en territorios de misión o como Capellanes de emigrantes». Quedan exentos del servicio militar «los Obispos y asimilados en derecho» (artículo VI).
El Acuerdo incluye dos anexos referidos a los capellanes castrenses, que «ejercen su ministerio bajo la jurisdicción del Vicario General Castrense», que se extiende no sólo «a todos los militares de Tierra, Mar y Aire» y «a los alumnos de las Academias y de las Escuelas Militares», sino también «a sus esposas, hijos y familiares que viven en su compañía, y a todos los fieles de ambos sexos, ya seglares, ya religiosos, que presten servicios establemente bajo cualquier concepto o residan habitualmente en los cuarteles o lugares dependientes de la Jurisdicción Militar» así como «a los huérfanos menores o pensionistas y a las viudas de militares mientras conserven este estado». Su incorporación «tendrá lugar según las normas aprobadas por la Santa Sede, de acuerdo con el Gobierno», y su «nombramiento eclesiástico» corresponde al vicario general castrense. En el artículo III del Anexo II se dice:

Los Ordinarios diocesanos, conscientes de la necesidad de asegurar una adecuada asistencia espiritual a todos los que prestan servicios bajo las armas, consideran como parte de su deber pastoral proveer al Vicario General Castrense de un número suficiente de Sacerdotes, celosos y bien preparados, para cumplir dignamente su importante y delicada misión

### Acuerdo entre el Estado español y la Santa Sede sobre Asuntos Económicos
En este acuerdo se empieza diciendo que «la revisión del sistema de aportación económica del Estado español a la Iglesia católica resulta de especial importancia al tratar de sustituir por nuevos Acuerdos el Concordato de 1953.» Para ello en el artículo II se dispone lo siguiente:

1. El Estado se compromete a colaborar con la Iglesia católica en la consecución de su adecuado sostenimiento económico, con respeto absoluto del principio de libertad religiosa.

2. Transcurridos tres ejercicios completos desde la firma de este Acuerdo, el Estado podrá asignar a la Iglesia católica un porcentaje del rendimiento de la imposición sobre la renta o el patrimonio neto u otra de carácter personal, por el procedimiento técnicamente más adecuado. Para ello será preciso que cada contribuyente manifieste expresamente en la declaración respectiva su voluntad acerca del destino de la parte afectada. En ausencia de tal declaración, la cantidad correspondiente será destinada a otra finalidad.

3. Este sistema sustituirá a la dotación a que se refiere el apartado siguiente, de modo que proporcione a la Iglesia católica recursos de cuantía similar.

4. En tanto no se aplique el nuevo sistema, el Estado consignará en sus Presupuestos Generales la adecuada dotación a la Iglesia católica, con carácter global y único, que será actualizada anualmente. Durante el proceso de sustitución, que se llevará a cabo en el plazo de tres años, la dotación presupuestaria se minorará en cuantía igual a la asignación tributaria recibida por la Iglesia católica.

5. La Iglesia católica declara su propósito de lograr por sí misma los recursos suficientes para la atención de sus necesidades. Cuando fuera conseguido este propósito, ambas partes se pondrán de acuerdo para sustituir los sistemas de colaboración financiera expresada en los párrafos anteriores de este artículo, por otros campos y formas de colaboración económica entre la Iglesia católica y el Estado.

Los artículos III y IV establecen las exenciones fiscales a las que tendrá derecho «la Santa Sede, la Conferencia Episcopal, las diócesis, las parroquias y otras circunscripciones territoriales, las Órdenes y Congregaciones religiosas y los Institutos de vida consagrada y sus provincias y sus casas» en el Impuesto sobre la renta y el Patrimonio, en los impuestos sobre el consumo, en la Contribución Territorial Urbana —«los templos y capillas destinados al culto y, asimismo, sus dependencias o edificios y locales anejos destinados a la actividad pastoral; la residencia de los Obispos, de los canónigos y de los sacerdotes con cura de almas; los locales destinados a oficinas de la Curia diocesana y a oficinas parroquiales; los seminarios destinados a la formación del clero diocesano y religioso y las Universidades eclesiásticas en tanto en cuanto impartan enseñanzas propias de disciplinas eclesiásticas; los edificios destinados primordialmente a casas o conventos de las Órdenes, Congregaciones religiosas e Institutos de vida consagrada»—, y los Impuestos sobre Sucesiones y Donaciones y Transmisiones Patrimoniales —«siempre que los bienes o derechos adquiridos se destinen al culto, a la sustentación del clero, al sagrado apostolado y al ejercicio de la caridad»—. En el artículo V se añade:

Las Asociaciones y Entidades religiosas no comprendidas entre las enumeradas en el articulo IV de este Acuerdo y que se dediquen a actividades religiosas, benéfico-docentes, médicas u hospitalarias, o de asistencia social tendrán derecho a los beneficios fiscales que el ordenamiento jurídico-tributario del Estado español prevé para las entidades sin fin de lucro y, en todo caso, los que se conceden a las entidades benéficas privadas

## Crítica de los Acuerdos
El hecho de haber sido negociados y acordados antes de haber sido aprobada la Constitución ha hecho dudar de su constitucionalidad, pero como recuerda el periodista Juan G. Bedoya, "nadie ha presentado en 34 años recurso contra el fondo de los Acuerdos ante el Tribunal Constitucional". También se ha planteado "¿por qué cinco Acuerdos [contando también el de 1976] y no un Concordato como en siglos pasados? Muerto Franco, la palabra concordato estaba manchada de sangre y oprobio, tras los firmados por el Vaticano con dictadores como Hitler, Mussolini y el mismo dictador español".
En cuanto a su contenido se ha sostenido, no solo por sectores laicos sino también por algunos grupos católicos, que "mantienen incontables privilegios del franquismo en asuntos jurídicos, económicos y en la enseñanza". Así el colectivo Cristianos de Base y la Asociación de Teólogos y Teólogas Juan XXIII han pedido al gobierno de Mariano Rajoy la denuncia de los mismos porque «consagran para la Iglesia católica numerosos privilegios y lastran el genuino sentido del cristianismo». Estas críticas de sectores católicos progresistas comenzaron en el mismo momento en que se conocieron los contenidos de los acuerdos. Unas 250 personas, entre ellas teólogos y sacerdotes, se manifestaron ante la nunciatura de Madrid en enero de 1979 para protestar por la sola existencia de tales acuerdos. Uno de los manifestantes, el teólogo Juan José Tamayo recuerda: «Eran unos acuerdos que venían negociándose desde mucho antes de la Constitución y seguían siendo un Concordato encubierto que, amparándose en la confesionalidad encubierta del artículo 16.3. llena de privilegios a la Iglesia católica».
También han criticado los Acuerdos las otras confesiones religiosas presentes en España. La Alianza Evangélica respecto a que se enseñe la religión en las escuelas públicas ha manifestado: «La enseñanza religiosa es un derecho y deber de los padres, que pueden compartir con la institución confesional que consideren más adecuada: parroquia, mezquita, sinagoga, iglesia u otro lugar idóneo. Es básico el principio de la aconfesionalidad del Estado. De acuerdo con este principio de separación entre el Estado y las diferentes confesiones, la escuela pública no debe impartir ningún tipo de enseñanza confesional».
Los sectores laicos también los han criticado. El presidente de Europa Laica ha manifestado: «No hay nada en esos artículos [16.3 y 27.3 de la Constitución] que obligue a los Gobiernos ni siquiera a la existencia de los Acuerdos, mucho menos a pagar los salarios de obispos y sacerdotes, o de miles de profesores de Religión y moral católica en las escuelas públicas».